# Непростимо (2002)
Непростимо (на английски: Unforgiven) е петото pay-per-view събитие от поредицата Непростимо, продуцирано от Световната федерация по кеч (WWE). Събитието се провежда на 22 септември 2002 г. в Лос Анджелис, Калифорния.

## Обща информация
В главния мач от Разбиване шампиона на WWE Брок Леснар, се бие с Гробаря за запазване на титлата, след като и двамата са дисквалифицирани. След мача, Гробаря продължава да атакува Леснар, хвърляйки го през стената на сцената. Основното събитие от Първична сила е със Световния шампион в тежка категория Трите Хикса, който побеждава Роб Ван Дам, за да запази титлата. В ъндъркарда Еди Гереро печели срещу Острието, а Интерконтиненталния шампион на WWE Крис Джерико, побеждава Рик Флеър за да запази титлата.

## Резултати
| №                                         | Резултати | Правила                                                | Време |
| ----------------------------------------- | --- | ------------------------------------------------------ | ----- |
| 1                                         | Букър Ти, Златен прах, Бъба Рей Дъдли и Кейн побеждават Неамериканците (Ланс Сторм, Крисчън, Тест и Уилям Ригъл) | Осморен отборен мач                                    | 8:58  |
| 2                                         | Крис Джерико (ш) поб. Рик Флеър чрез предаване                                                                   | Индивидуален мач за Интерконтиненталната титла на WWE  | 6:16  |
| 3                                         | Еди Гереро поб. Острието                                                                                         | Индивидуален мач                                       | 11:55 |
| 4                                         | 3-Minute Warning (Джамал и Роузи) (с Рико) поб. Били и Чък                                                       | Отборен мач                                            | 6:38  |
| 5                                         | Трите Хикса (ш) поб. Роб Ван Дам                                                                                 | Индивидуален мач за Световната титла в тежка категория | 18:17 |
| 6                                         | Триш Стратъс поб. Моли Холи (ш)                                                                                  | Индивидуален мач за Титлата при жените на WWE          | 5:46  |
| 7                                         | Крис Беноа поб. Кърт Енгъл                                                                                       | Индивидуален мач                                       | 13:55 |
| 8                                         | Брок Леснар (ш) (с Пол Хеймън) срещу Гробаря приключва с двойна дисквалификация                                  | Индивидуален мач за Титлата на WWE                     | 20:27 |
| - (ш) – указва шампиона/шампионите в мача | |                                                        |       |